# Ornasons
Ornasons (en francès Ornaisons) és un municipi del departament de l'Aude, a la regió d'Occitània. L'1 de gener del 2022 tenia 1.097 habitants.